# Silverspetshaj
Silverspetshaj (Carcharhinus albimarginatus) är en ganska stor slank haj som man hittar vid avlägsna öar och deras korallrev, oftast djupare än 30 meter. Anledningen att den heter silverspetshaj är att den har vita markeringar på alla sina fenor. De finns ifrån Röda havet till kusterna vid Madagaskar, Mauritius, Seychellerna, södra Japan, norra Australien, Polynesien till Mexiko och Colombia. De är inte en emigrerande art utan det brukar stanna på samma plats.
Silverspetshajen är slank, mörk grå med vit mage och den kan bli upp emot 3 meter lång och väga upp till 150 kilogram. Den äter fisk och små hajar men den är inte känd för att attackera människor.